# Bolitoglossa veracrucis
La Salamandra lengua de hongo del Coatzacoalcos (Bolitoglossa veracrucis) es una especie de salamandras en la familia Plethodontidae. Es una especie endémica del este de Oaxaca, y sureste de Veracruz, México.

## Clasificación y descripción de la especie
Es una salamandra de la familia Plethodontidae del orden Caudata. Es de talla pequeña, alcanza una longitud de 5 cm. La cabeza es ancha, ojos grandes y hocico redondeado. Patas casi completamente palmeadas. El color de fondo varía de un amarillo-café pálido con puntos negros a café claro, con una serie de manchas irregulares amarillo-café que varían de tamaño a lo largo del cuerpo y la cola.  

## Distribución de la especie
Es endémica de México, se conoce para el sureste de México en Veracruz (35 km SE de Jesús Carranza) y en la región de los Chimalapas, Oaxaca.

## Ambiente terrestre
Vive en selva alta perennifolia entre 100 y 1,000 m s. n. m. Su hábitat natural son bosques húmedos tropicales o subtropicales a baja altitud, los montanos húmedos tropicales o subtropicales y zonas previamente boscosas ahora muy degradadas.

## Estado de conservación
Se considera Sujeta a Protección Especial (Norma Oficial Mexicana 059) y como Críticamente Amenazada en la Lista Roja de la UICN debido a la destrucción de su hábitat.